# Zi'er
Zi'er (kinesiska: 子耳彝族乡, 子耳彝族) är en socken i Kina. Den ligger i provinsen Sichuan, i den sydvästra delen av landet, omkring 350 kilometer sydväst om provinshuvudstaden Chengdu. Antalet invånare är 3 528. Befolkningen består av 1 685 kvinnor och 1 843 män. Barn under 15 år utgör 31 %, vuxna 15-64 år 61 %, och äldre över 65 år 7,0 %.
Genomsnittlig årsnederbörd är 1 381 millimeter. Den regnigaste månaden är juni, med i genomsnitt 330 mm nederbörd, och den torraste är januari, med 3 mm nederbörd.